# Toundoura
Toundoura är en ort i Burkina Faso.   Den ligger i regionen Cascades, i den sydvästra delen av landet, 400 km sydväst om huvudstaden Ouagadougou. Toundoura ligger 309 meter över havet och antalet invånare är 1 105.
Terrängen runt Toundoura är platt, och sluttar österut. Närmaste större samhälle är Niangoloko, 17,3 km nordväst om Toundoura.
Omgivningarna runt Toundoura är en mosaik av jordbruksmark och naturlig växtlighet. Runt Toundoura är det glesbefolkat, med 13 invånare per kvadratkilometer.